# Dirge of Cerberus: Final Fantasy VII
 (octobre 2019).
Si vous disposez d'ouvrages ou d'articles de référence ou si vous connaissez des sites web de qualité traitant du thème abordé ici, merci de compléter l'article en donnant les références utiles à sa vérifiabilité et en les liant à la section « Notes et références ».
Dirge of Cerberus: Final Fantasy VII (ダージュ オブ ケルベロス -ファイナルファンタジーVII-, Dāju obu Keruberosu -Fainaru Fantajī Sebun-) est un jeu vidéo mêlant Action-RPG et tir à la troisième personne, développé par Square Enix, sorti en 2006 au Japon.
Dirge of Cerberus est le troisième projet de Compilation of Final Fantasy VII. L'histoire se déroule trois ans après le jeu original et se fonde sur le personnage de Vincent Valentine, ex-Turk mystérieux. Le jeu se présente sous la forme d'un shooter RPG, combinant à la fois le gameplay des jeux de tir ainsi que celui des jeux de rôles typiques.

## Histoire
Dirge of Cerberus se déroule 3 ans après les événements de Final Fantasy VII. Depuis peu, un groupe de soldats nommé Deep Ground commence à semer la panique à Midgar. Enterrés dans les profondeurs de la ville depuis la chute du météore, ils se décident finalement à passer à l'offensive. Vincent Valentine, membre de l'AVALANCHE et ancien membre des Turks, ayant combattu Sephiroth aux côtés de Cloud 3 ans avant, semble lié d'une certaine manière à ces attaques. Lui seul peut maintenant libérer le monde de cette menace.
Avec l'aide de Shalua Rui, une scientifique réfugiée à Edge, et de Reeve Tuesti, fondateur et directeur de la WRO, il parvient à retrouver des documents lui permettant de redécouvrir une partie de son passé : blessé à mort par Hojo, Lucrécia, son grand amour, l'a sauvé en enfermant la proto-matéria dans son corps. Cette proto-matéria servira à déclencher l'Oméga, un départ de la Rivière de la Vie vers une autre planète.

## Système de jeu
Dirge of Cerberus est un mélange de jeu d'action à la troisième personne et de jeu de rôle. Le joueur contrôle Vincent Valentine dans des niveaux entièrement en 3D afin d'éliminer des ennemis et de résoudre des énigmes. Vincent peut utiliser plusieurs types d'armes : son fusil à trois canons (nommé Cerberus), une mitraillette, un fusil simple et peut aussi, à certains moments, utiliser le Limit Breaker qui lui permet de se transformer en Bête Gallienne, mi-homme mi-lion se battant à coups de griffes et dont l'apparence rappelle les Ronsos de Final Fantasy X. Dirge of Cerberus propose également un mode online dans lequel des joueurs peuvent s'affronter entre eux ou en équipe.
Durant les phases d'exploration, Vincent est contrôlé avec une vue à la troisième personne, qui change en vision « par-dessus l'épaule » lors des phases de tir, voire à la première personne pour les phases de tir au fusil muni de lunette. Il peut récupérer munitions, améliorations et remèdes sur le terrain, dans des magasins (symbolisés par des juke-box dans les niveaux de jeu) ou à la fin du niveau, où il peut utiliser les gils collectés durant l'aventure.
À la fin du niveau, le joueur a le choix d'assimiler les points d'expérience au personnage ou de les convertir en Gils, ce qui permet une personnalisation de l'arsenal du joueur.

## Personnages
- Vincent Valentine : Héros de Dirge of Cerberus, Vincent Valentine était un personnage caché de Final Fantasy VII, endormi dans un cercueil au sous-sol du manoir Shinra à Nibelheim. Trois ans plus tard, il semble que Vincent soit lié aux attaques ayant frappé la ville de Midgar, et qu'il soit le seul à pouvoir régler le problème. Il est reconnaissable à ses longs cheveux noirs, son teint blafard, sa longue cape rouge et son gant à griffes dorées. Il possède aussi un énorme pistolet à trois canons, le redoutable Cerberus.

- Reeve Tuesti : Ex-Chef du Développement Urbain au sein de la Shinra dans Final Fantasy VII, Reeve Tuesti est le fondateur de la World Regeneration Organization (WRO), instaurée après la destruction de Midgar il y a trois ans. Mais Reeve, pour des raisons inconnues, semble être la cible des soldats Deep Ground ayant surgi des profondeurs de la ville. Il manipule toujours sa peluche géante Cait Sith que l'on retrouve dans des phases jouables de DOC.

- Yuffie Kisaragi : plus présente que dans FF7 (où elle est aussi un personnage optionnel) ou AC, elle est le principal soutien moral de Vincent. Exubérante, elle n'en reste pas moins une combattante émérite maniant le shuriken géant à la perfection. Néanmoins elle ne supporte toujours pas les voyages à bord du vaisseau de Cid Highwind. Son ambition de « Voleuse de matéria » est un peu effacée dans cet épisode, alors que c'est la caractéristique première dans Final Fantasy VII.

- Shalua : scientifique ayant perdu un œil et un bras au cours de certaines missions qu'elle a effectuée pour la WRO et dont le bras a été remplacé par un membre cybernétique. Shalua est étroitement liée à Shelke, en effet puisqu'elle est la sœur de cette dernière. Elle apparaît d'abord comme une ennemie de Vincent avant de se ranger à ses côtés. Sa ressemblance avec Lucrécia n'y est peut-être pas pour rien…

- Lucrécia Crescent : scientifique qui a involontairement contribué à la déchéance de Vincent. Si durant le projet JENOVA elle se montre aussi froide avec Vincent, c'est tout simplement parce qu'elle s'est sentie coupable de la mort de Grimoire Valentine, père de Vincent et scientifique de son état lors d'un projet scientifique antérieur auquel elle participait. Ledit projet était en étroite relation avec des entités nommées Omega et Chaos. Elle est la mère biologique de Sephiroth. Lorsque Vincent est tué par Hojo, elle enferme Chaos qui avait pris possession de son esprit dans le corps du jeune Turk à l'aide de matérias. Vincent est fou d'amour et de désespoir pour elle et l'on découvre dans DOC que le corps de Lucrécia — et probablement une partie de son âme — sont emprisonnés dans un cristal de la Rivière de la Vie.

- Hojo : Le scientifique fou à cause de qui tous les maux de la planète existent. Géniteur de Sephiroth, il est également à l'origine des Deep Ground Soldiers, cobayes d'une nouvelle série de clones.

- Shelke : « orange » en hindi, jeune et frêle elle n'en est pas moins redoutable. Elle est l'élément de Raison des Deep Ground Soldiers. Elle a absorbé les souvenirs de Lucrécia, et a la capacité de repérer Vincent. Malheureusement, sa mémoire se mêlant à celle de la scientifique disparue, elle finira par ressentir des sentiments ambigus envers celui qui devrait être son ennemi…

- Azul : dont le nom signifie « bleu » en portugais ou espagnol, est le plus puissant des Deep Ground Soldiers en termes de force brute. C'est un géant armé d'un canon. Il apparaît également dans Before Crisis.

- Rosso : « rouge » en italien ; la plus violente et la plus cruelle de l'organisation. Armée de doubles lames, elle est totalement dévouée à Weiss.

- Nero : « noir » en italien ; frère de Weiss, extrêmement calme et sûr de lui, il porte en permanence une camisole destinée à contrôler ses monstrueux pouvoirs psychiques liés aux ténèbres, qui lui permettent d'envoyer ses adversaires dans une dimension psychique parallèle.

- Weiss (Vice en version japonaise) : « blanc » en allemand ; il est le chef des Deep Ground Soldiers qui lui vouent un culte démesuré. Il combat avec deux Katanas gunblade et ressemble de manière significative à Sephiroth (yeux verts et cheveux argentés).

- G. : personnage guest star, il emprunte ses traits à Gackt Camui, le chanteur japonais qui interprète la chanson REDEMPTION du jeu. Il semblerait que le Projet G. ait un lien avec Weiss… Il apparaît également dans Crisis Core sous le nom de Genesis.

- Argento : Un personnage que l'on ne peut trouver que dans la version japonaise du jeu, dans le mode multijoueur. Son nom signifie « argent » en italien.

- à noter : comme vu sur certains trailers, Cloud, Tifa, Cid, Nanaki et Barret apparaissent dans DOC mais ils ont un rôle effacé.

## Équipe du jeu
- Producteur : Yoshinori Kitase
- Directeur : Takayoshi Nakazato
- Design des personnages : Tetsuya Nomura
- Directrice artistique : Yukio Nakatani
- Superviseur artistique : Yusuke Naora
- Programmeur principal : Yoshiki Kashitani
- Compositeur : Masashi Hamauzu

## Dirge of Cerberus Lost Episode
Dirge of Cerberus Lost Episode: Final Fantasy VII est un complément au jeu sous la forme d'un jeu vidéo sur téléphone mobile. Le jeu est sorti en août 2006 en Amérique du Nord. Disponible uniquement sur les téléphones d'Amp'd Mobile et de Verizon Communications.
Quelque temps après sa sortie, Square Enix ajoute un mode multijoueur.